# Карри, Луиза
Луиза Карри (англ. Louise Currie, 7 апреля 1913 — 8 сентября 2013) — американская актриса.
Родилась в Оклахома-Сити в семье банкира. Училась в колледже Сары Лоуренс. На киноэкранах дебютировала в 1940 году, появившись в дальнейшем в четырёх десятках картин, среди которых «Человек-обезьяна» (1943), «Человек-вуду» (1944), «Трое на билет» (1947), «Второй шанс» (1947) и «Китайское кольцо» (1947). В 1950 году, перед завершением карьеры, Карри снималась на телевидении. Скончалась в Санта-Монике в возрасте 100 лет.

## Личная жизнь
С 1934 по 1940 год была замужем за Робертом А. Хефнером II. В 1948 году вышла замуж за актёра Джона Гуда.